# 2MASS J00011217+1535355
2MASS J00011217+1535355 ist ein Brauner Zwerg im Sternbild Pegasus. Er wurde 2004 von Gillian R. Knapp et al. entdeckt. Das Objekt gehört der Spektralklasse L4 an. Seine Position verschiebt sich aufgrund seiner Eigenbewegung jährlich um 0,22584 Bogensekunden. 